# Фазианы
Фазианы (греч. Φασιανοί, Phasianoi; лат. Phasiani) — древний народ, живший в восточную часть Понта. Греческий полководец Ксенофонт, встретивший их во время своего похода через Малую Азию к Чёрному морю (401–400 г. до н.э.), разместил их на реке Фазис. Здесь, Фазис у Ксенофонта — это не общее греко-римское обозначение для современной реки Риони в Грузии, а скорее истоки Аракса, находящиеся в современной северо-восточной Турции. Во время встречи с ними, Фазианы контролировали долину к северу от горы Чиллигюль и жили рядом с халибами и таохами, предположительно, прото-грузинскими племенами.
В своем классическом труде «О воздухах, водах и местностях» греческий врач Гиппократ описал Фазиан как «имеющих формы, отличные от всех других людей; они крупного роста и очень тяжелого телосложения, так что ни одно суставное соединение или вена не видны; по цвету они бледно-желтые, как будто страдают желтухой. У них самые грубые голоса из всех людей из-за вдыхания атмосферы, которая не ясна, а туманна и влажна; они природно склонны к лени в поддержании физического усталости».
Название этого племени, по-видимому, пережило в позднейших региональных топонимах — грузинском Басиани, византийском Фасиане, армянском Басеан и турецком Пасин.